# Camilla Bendix
Camilla Bendix (født 20. februar 1971) er en dansk skuespiller, der blev uddannet fra Aarhus Teater i 1994 og var tilknyttet dette teater de følgende fire år. Siden hen har hun bl.a. optrådt på Café Teatret, Privatteatret, Teatret ved Sorte Hest og Grønnegårdsteatret. I tv har hun kunnet opleves i serierne Rejseholdet, Mit liv som Bent, Nikolaj og Julie, Sommer samt i julekalenderne Brødrene Mortensens Jul, Jesus & Josefine, Ludvig & Julemanden , Tvillingerne og Julemanden fra 2013 og siden Broen 2.
Hun er gift med komponist Ulrik Bencard med hvem hun har to sønner, Louis og Thomas.

## Filmografi
- Jesus & Josefine – jomfru Maria – 2003
- Stjerner uden hjerner – 1997
- Baby Doom – 1998
- En kærlighedshistorie – 2001
- Slim Slam Slum – 2002
- Der er en yndig mand – 2002 (kortfilm)
- De grønne slagtere – 2003
- Ulykken - 2003
- Af banen! – 2005
- Far til fire - gi'r aldrig op – 2005
- Den Rette Ånd – 2005
- Frode og alle de andre rødder – 2008
- Det perfekte kup – 2008
- Remix – 2008
- Broen II – 2011
- Ludvig og Julemanden - 2011
- Tvillingerne og Julemanden - 2013
- Emma og Julemanden - Jagten på  Elverdronningens hjerte - 2015
- Hundeliv (2016)
- Undercover (2016)